# Le jardin fruitier
Le jardin fruitier (abreviado Jard. Fruit.) es una serie de libros con ilustraciones y descripciones botánicas que fueron escritos por el botánico y agrónomo francés de origen belga Joseph Decaisne y publicados en nueve volúmenes en los años 1858 a 1875, con el nombre de ''Le Jardin fruitier du Muséum, ou Iconographie de toutes les espèces et variétés d'arbres fruitiers cultivés dans cet établissement avec leur description, leur histoire, leur synonymie (El jardín de frutales del Museo o iconografía de todas las spp. y var. de árboles frutales cultivados)(9 vols. 1858-1875) Texto en línea 1 2 5 6 7 8 9